# Jean-Baptiste Félix de Manscourt du Rozoy
Jean Baptiste Félix de Manscourt du Rozoy, né le 26 novembre 1749 à Paris, mort le 24 août 1824 à Auxonne (Côte d'Or), est un général de brigade de la Révolution française.

## États de service
Il entre en service le 6 novembre 1767 comme élève d’artillerie. Le 5 décembre 1791, il commande l’artillerie à Philippeville, et le 8 mars 1793, il est nommé chef de bataillon au 7e régiment d’artillerie à pied.
Il est promu général de brigade le 5 août 1793 et le 10 septembre suivant il prend le commandement de l’artillerie du corps d’armée des Vosges, rattaché à l’armée du Rhin. Il est mis en non-activité le 24 septembre et le 9 octobre il est affecté à l’armée du Nord.
Le 13 juin 1795, il n’est pas inclus dans la réorganisation des états-majors. Le 20 juillet 1795, il est réintégré comme chef de brigade d’artillerie et le 24 août, il rejoint, comme colonel à la suite, la direction de l’artillerie à Metz. Le 17 janvier 1796, il commande l’arsenal d’Auxonne et le 14 décembre suivant, il prend le commandement de l'artillerie de la 4e division du général Sérurier à l’armée d’Italie, avant de participer à la campagne d'Égypte.
Le 12 mai 1798, il est promu général de brigade provisoire par le général Bonaparte et le 3 juillet, il reçoit le commandement de la place d'Alexandrie sous le général Kléber.
Renvoyé en France, il s'embarque à Alexandrie le 7 mars 1799, en même que le général Dumas et Dolomieu. Il est fait prisonnier lors d’une escale à Tarente pendant le voyage retour et emprisonné à Naples. Libéré en mai 1801, il est confirmé dans son grade de général de brigade en service actif le 11 juillet suivant. Le 23 septembre 1801, il est mis en congé de réforme et il est admis à la retraite le 1er septembre 1802.

## Sources
- (en) « Generals Who Served in the French Army during the Period 1789 - 1814: Eberle to Exelmans »
- Thierry Pouliquen, « Les généraux français et étrangers ayant servis [sic] dans la Grande Armée » (consulté le 13 mai 2014)
- (pl) « Napoléon.org.pl »
- Georges Six, Dictionnaire biographique des généraux & amiraux français de la Révolution et de l'Empire (1792-1814) Paris : Librairie G. Saffroy, 1934, 2 vol.